# Онго
Онго (фр. Angos) насеље је и општина у јужној Француској у региону Миди Пирене, у департману Горњи Пиринеји која припада префектури Тарб.
По подацима из 2011. године у општини је живело 226 становника, а густина насељености је износила 75,84 становника/km². Општина се простире на површини од 2,98 km². Налази се на средњој надморској висини од 350 метара (максималној 431 m, а минималној 270 m).

## Демографија
| 1962. | 1968. | 1975. | 1982. | 1990. | 1999. | 2011. |
| ----- | ----- | ----- | ----- | ----- | ----- | ----- |
| 117   | 117   | 115   | 173   | 201   | 203   | 226   |

График промене броја становника у току последњих година